# Clara Lemlich Shavelson
Clara Lemlich Shavelson, född 28 mars 1886 i Horodok i nuvarande Chmelnytskyj oblast, Ukraina, död 12 juli 1982 i Los Angeles, USA, var en ukrainsk-amerikansk socialist, kvinnosakskvinna och strejkledare. Hon var en av ledarna av "Uprising of the 20,000", storstrejken bland New Yorks sömmerskor år 1909.

## Biografi
Clara Lemlich föddes 1886 i Ukraina till djupt troende judiska föräldrar och hemma pratade de jiddisch. Hon lärde sig läsa och skriva jiddisch hemma, men den enda skolan i staden där de bodde tog inte emot judiska barn, och upprörd av den ryskdrivna antisemitismen förbjöd Lemlichs pappa henne att prata ryska eller att ta hem ryskspråkiga böcker. Trots detta lärde sig Lemlich ryska i hemlighet.
År 1903 flydde familjen till USA undan den växande antisemitismen i Europa och de bosatte sig i New York. Vid denna tid var Lemlich redan, genom den ryska litteratur hon läst under sina hemliga språkstudier, redan övertygad socialist och revolutionär.

### Storstrejken bland New Yorks sömmerskor
Lemlich tog anställning som sömmerska hos Triangle Shirtwaist Company som gjorde blusar och livstycken för kvinnor. Fabriken låg i Greenwhich Village. Sömmerskorna jobbade normalt 65 timmar i veckan, men ibland upp till 75 timmar. Lemlich beskrev förhållandena på arbetsplatsen så här:
Vi var tvungna att arbeta långa pass med låg lön, det fanns få möjligheter att avancera, och vi förnedrades av arbetsledarna. Det var värre för kvinnorna i fabrikerna. Vi fick mycket lägre lön än männen för motsvarande arbete. Vi tvingades betala för att låna den utrustning vi inte ägde själva, för skåp på arbetsplatsen, för stolarna vi satt på och för varje skadat plagg. Fabrikerna var osanitära och hade inga toaletter. Trots det låste våra chefer in oss så att vi inte kunde lämna lokalen.
Redan 1905 engagerade sig Lemlich i fackföreningen International Ladies Garment Workers Union (ILGWU) genom att, bland annat, rekrytera fler kvinnor till den annars mansdominerade fackföreningen och att leda sina kollegor i ett antal strejker mellan 1907 och 1909.
I september 1909 försökte fackföreningarna på Triangle Shirtwaist Company med fackföreningarna på det närliggande Leiserson Company. De fackliga ledarna fick alla sparken. Istället för att stävja rörelsen som fabriksägarna hoppats på, blev detta startskottet på en facklig strejk.
Den 22 november samlades 3 000 sömmerskor för att höra sina fackliga ledare, mestadels män, tala. De manade till lugn och talade om solidaritet, eftersom de inte visste hur företagen skulle reagera på en större strejk. Då klev Lemlich, 23 år gammal, upp på scenen, hjälpt av två kamrater eftersom hon tidigare blivit misshandlad utanför sin arbetsplats när hon protesterat. Hon höll ett brandtal på jiddisch och manade till generalstrejk. Det blev början på den största kvinnliga strejken ditintills i USA:s historia, och kallas för "Uprising of the 20,000" även om vissa källor säger att det egentligen var mellan 30 och 40 000 som strejkade. Strejken pågick i 11 veckor och omkring 700 kvinnor fängslades.
När parterna till sist enades hade de ett avtal som innebar högre löner, 52 timmars arbetsvecka och slopade krav på att sömmerskorna skulle stå för sin egen utrustning. Triangle Shirtwaist Company skrev inte på avtalet. Lemlich svartlistades som ett resultat av strejken och kunde inte fortsätta jobba som sömmerska. Detta räddade mest troligt hennes liv då hon på detta vis undkom branden i Triangle Shirtwaist Companys lokaler 1911 som döde 174 sömmerskor, alla kvinnor och majoriteten judiska eller italienska invandrare, som inte kunde ta sig ut eftersom deras arbetsgivare låst in dem.

### Senare liv
Efter att ha förlorat jobbet började Lemlich engagera sig i suffragettrörelsen, var medgrundare till Wage Earners League for Woman Suffrage som kämpade för arbetsklasskvinnors rätt och var en framgångsrik agitator för kvinnlig rösträtt. Hon fick dock sparken från sin betalda position inom rörelsen eftersom hon ansågs ha för radikala idéer.
Lemlich gifte sig 1913 med Joe Shavelson, flyttade till Brooklyn och fick tre barn. Hon höll kvar sitt engagemang inom arbetarrörelsen, bland annat genom att driva på en bojkott av kosherkött när priserna skenade och protesterade mot hyreshöjningarna i New York efter första världskriget.
År 1926 gick Lemlich med i Kommunistpartiet och grundade United Council of Working-Class Housewives för att hjälpa familjer med strejkande försörjare att få mat och andra resurser. De ordnade även med dagisverksamhet. De kämpade för att hålla nere matpriserna under den stora depressionen och när andra världskriget började hade de fått den federala regeringen att reglera mat- och bostadspriserna. Det arbete som hon och de andra kvinnorna gjorde la grunden för 1960- och 1970-talets feministiska devis att det personliga är politiskt genom att kräva plats visa på relationerna inom familjerna.
Hon dog i sitt hem den 12 juli 1982.